# Adenia stylosa
Adenia stylosa är en passionsblomsväxtart som först beskrevs av Perr., och fick sitt nu gällande namn av Hearn. Adenia stylosa ingår i släktet Adenia och familjen passionsblomsväxter. Inga underarter finns listade i Catalogue of Life.